# Tmesisternus modestus
Tmesisternus modestus là một loài bọ cánh cứng trong họ Cerambycidae.